# Mugma
Mugma é uma vila no distrito de Dhanbad, no estado indiano de Jharkhand.

## Geografia
Mugma está localizada a 23° 46′ N, 86° 44′ L. Tem uma altitude média de 132 metros (433 pés).

## Demografia
Segundo o censo de 2001, Mugma tinha uma população de 2978 habitantes. Os indivíduos do sexo masculino constituem 56% da população e os do sexo feminino 44%. Mugma tem uma taxa de literacia de 54%, inferior à média nacional de 59,5%: a literacia no sexo masculino é de 66% e no sexo feminino é de 39%. Em Mugma, 13% da população está abaixo dos 6 anos de idade.